# Kota (stato)
Lo Stato di Kota fu uno stato principesco del subcontinente indiano, avente per capitale la città di Kota.

## Storia
Nel 1631 la città di Kota si separò dallo Stato di Bundi. Tra il 18 giugno 1707 e l'8 settembre 1713 si ritrovò riunita allo Stato di Bundi. Artefici della formazione dello Stato furono la dinastia Chauhan del clan Hada.
Il 26 dicembre 1817 Kota divenne un protettorato britannico.

## Governanti
I regnanti dello Stato di Kota portavano il titolo di maharao
- aprile 1696 - 18 giugno 1707 Ram Singh I (n. 16.. - m. 1707) 
  - 18 giugno 1707 - 8 settembre 1713 Interregno
- 8 settembre 1713 - 19 giugno 1720 Bhim Singh I (n. 1682 - m. 1720)
- 19 giugno 1720 - ottobre 1723 Arjun Singh (m. 1723)
- ottobre 1723 - 1 agosto 1756 Durjan Sal (m. 1756)
- 1756 - marzo 1757 Ajit Singh (n. dopo il 1676 - m. 1757)
- marzo 1757 - 17 dicembre 1764 Chhatar Sal Singh I (n. dopo il 1718 - m. 1764)
- 17 dicembre 1764 - 17 gennaio 1771 Guman Singh (n. 1724 - m. 1771)
- 17 gennaio 1771 - 19 novembre 1819 Umaid Singh I (n. 1761 - m. 1819)
- 19 novembre 1819 - 20 luglio 1828 Kishor Singh II (n. c.1781 - m. 1828)
- 20 luglio 1828 - 27 marzo 1866 Ram Singh II (n. 1808 - m. 1866)
- 27 marzo 1866 - 11 giugno 1889 Chhatar Sal Singh II (n. 1837 - m. 1889)
- 11 giugno 1889 - 27 dicembre 1940 Umaid Singh II (n. 1873 - m. 1940) (dal 23 maggio 1900, Sir Umaid Singh II)
  - 11 giugno 1889 - 5 dicembre 1896... -reggente
- 27 dicembre 1940 - 15 agosto 1947 Bhim Singh II (n. 1909 - m. 1991) (dal 14 agosto 1947, Sir Bhim Singh II)